# خلیج زایدرزی

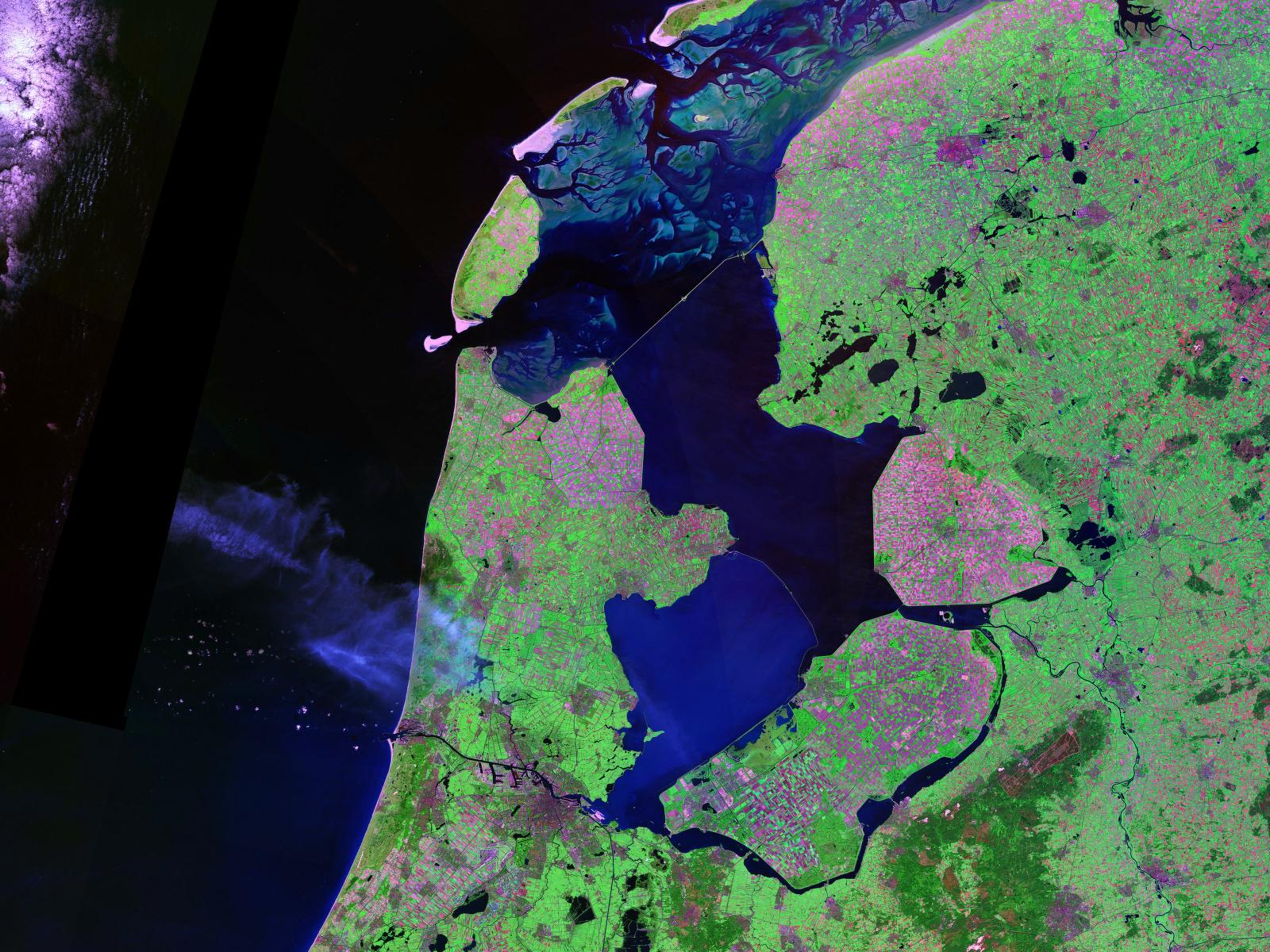
عکس ماهواره‌ای

خلیج زایدرزی (به انگلیسی: Zuiderzee) (به معنای دریای جنوبی در زبان هلندی) خلیجی کم عمق در دریای شمال واقع در شمال غربی هلند است. این خلیج حدود ۱۰۰ کیلومتر درازا در داخل کشور هلند و ۵۰ کیلومتر عرض است. عمق این خلیج ۴ تا ۵ متر و خط ساحلی آن ۳۰۰ کیلومتر است. وسعت این خلیج حدود ۵۰۰۰ کیلومتر مربع است.